# نيوربا
نيروبا (بالروسية: Нюрба) هي إحدى مدن روسيا في الكيان الفدرالي الروسي ياقوتيا. تقع المدينة هلى نهر فيليوي

## المناخ
يظهر الجدول التالي التغييرات المناخية على مدار السنة لنيوربا:
| البيانات المناخية لـنيوربا        | البيانات المناخية لـنيوربا | البيانات المناخية لـنيوربا | البيانات المناخية لـنيوربا | البيانات المناخية لـنيوربا | البيانات المناخية لـنيوربا | البيانات المناخية لـنيوربا | البيانات المناخية لـنيوربا | البيانات المناخية لـنيوربا | البيانات المناخية لـنيوربا | البيانات المناخية لـنيوربا | البيانات المناخية لـنيوربا | البيانات المناخية لـنيوربا | البيانات المناخية لـنيوربا |
| الشهر                             | يناير                      | فبراير                     | مارس                       | أبريل                      | مايو                       | يونيو                      | يوليو                      | أغسطس                      | سبتمبر                     | أكتوبر                     | نوفمبر                     | ديسمبر                     | المعدل السنوي              |
| --------------------------------- | -------------------------- | -------------------------- | -------------------------- | -------------------------- | -------------------------- | -------------------------- | -------------------------- | -------------------------- | -------------------------- | -------------------------- | -------------------------- | -------------------------- | -------------------------- |
| الدرجة القصوى °م (°ف)             | −2.2 (28.0)                | −1.1 (30.0)                | 9.5 (49.1)                 | 18.4 (65.1)                | 30.0 (86.0)                | 35.2 (95.4)                | 35.1 (95.2)                | 34.1 (93.4)                | 32.8 (91.0)                | 16.1 (61.0)                | 3.9 (39.0)                 | −1.0 (30.2)                | 35.2 (95.4)                |
| متوسط درجة الحرارة الكبرى °م (°ف) | −31.2 (−24.2)              | −25.5 (−13.9)              | −11.9 (10.6)               | −0.2 (31.6)                | 10.6 (51.1)                | 20.3 (68.5)                | 23.3 (73.9)                | 19.7 (67.5)                | 10.5 (50.9)                | −3.7 (25.3)                | −21.1 (−6.0)               | −29.6 (−21.3)              | −3.6 (25.5)                |
| المتوسط اليومي °م (°ف)            | −35.1 (−31.2)              | −31.0 (−23.8)              | −19.7 (−3.5)               | −6.5 (20.3)                | 5.5 (41.9)                 | 14.4 (57.9)                | 17.2 (63.0)                | 13.4 (56.1)                | 5.0 (41.0)                 | −7.8 (18.0)                | −25.4 (−13.7)              | −33.4 (−28.1)              | −9.0 (15.8)                |
| متوسط درجة الحرارة الصغرى °م (°ف) | −40.2 (−40.4)              | −37.7 (−35.9)              | −29.0 (−20.2)              | −15.3 (4.5)                | −1.3 (29.7)                | 6.6 (43.9)                 | 9.4 (48.9)                 | 6.1 (43.0)                 | −1.1 (30.0)                | −13.2 (8.2)                | −31.0 (−23.8)              | −38.4 (−37.1)              | −15.8 (3.6)                |
| أدنى درجة حرارة °م (°ف)           | −61.0 (−77.8)              | −58.9 (−74.0)              | −50.0 (−58.0)              | −42.2 (−44.0)              | −18.9 (−2.0)               | −6.0 (21.2)                | −1.6 (29.1)                | −13.8 (7.2)                | −20.0 (−4.0)               | −38.9 (−38.0)              | −55.0 (−67.0)              | −60.8 (−77.4)              | −61.0 (−77.8)              |
| الهطول مم (إنش)                   | 25.3 (1.00)                | 11.3 (0.44)                | 16.5 (0.65)                | 13.9 (0.55)                | 52.6 (2.07)                | 63.4 (2.50)                | 62.6 (2.46)                | 58.9 (2.32)                | 43.3 (1.70)                | 45.9 (1.81)                | 30.4 (1.20)                | 16.5 (0.65)                | 440.6 (17.35)              |
| متوسط أيام هطول الأمطار           | 19.6                       | 15.4                       | 12.8                       | 10.8                       | 9.4                        | 11.4                       | 9.2                        | 11.5                       | 12.7                       | 20.3                       | 21.2                       | 18.0                       | 172.3                      |
| المصدر:                           |                            |                            |                            |                            |                            |                            |                            |                            |                            |                            |                            |                            |                            |